# Gigelberg
Der Gigelberg ist ein Hügel mitten in der Stadt Biberach an der Riß.

## Geschichte
Der Kaufmann und Stadtrat Friedrich Goll (1786–1871) erkannte, dass sich der Berg als Stadtparkgelände eignet. Goll ließ den stadtnahen Gigelberg ab 1828 zur öffentlichen Parkanlage umgestalten. In Verantwortung des 1864 gegründeten Verschönerungsvereins wurde der Stadtgarten auf dem Gigelberg weiterentwickelt. Hier entstehen gegen Ende des 19. Jahrhunderts die Gigelberg-Turnhalle, ein alter Holzbau aus dem Jahre 1895, sowie die Stadtbierhalle (Baujahr 1894–1895), die Schützenhalle und Biergärten, die seither dem Biberacher Schützenfest dienen. Sie gehören zum Ensemble des vor über 170 Jahren von Friedrich Goll angelegten Parkgeländes mitten von Biberach an der Riß.
Der Weiße Turm ist als Eckpfeiler der Stadtbefestigung um 1480 an der Schwachstelle des Maurerings erbaut worden. Der Gigelturm, 1552 unter der Bezeichnung „das Gügelin“ erstmals genannt, geht in seiner Urform als Hochwacht auf das 14. Jahrhundert zurück. 2020 war der Gigelberg das Messegelände der Stadt Biberach.

## Lage und Umgebung
Mitten in der Stadt Biberach an der Riß befindet sich westlich vor dem historischen Stadtkern der Gigelberg. Durch den Torbogen der Hochwacht an der westlichen Stadtmauer gelangt man über eine Brücke auf den Gigelberg. Die Brücke überspannt den tiefen Hirschgraben, der ebenfalls Bestandteil der mittelalterlichen Stadtbefestigung ist. 1861 war im Auftrag des Verschönerungsvereins hier zunächst eine Holzbrücke erstellt worden, die um die Jahrhundertwende von einer Eisenbrücke ersetzt worden war.